# MH符号
MH符号（MHふごう、Modified Huffman coding: 修正ハフマン符号）とは、ファクシミリ(FAX)などで使われる、二値画像（ビットマップ）の圧縮法である。ハフマン符号と連長圧縮を組み合わせた形になっている。
1ラインごとに画像データを処理してデータを圧縮する符号化方式である。一般の文書の画素データ (pel) は黒または白の連続が多いことを利用したデータの圧縮方法である。
ビットマップの1ライン毎に、黒（または白）画素の連続した数（ランレングスといい、それぞれ白ラン・黒ランと呼ばれる）をコードに変換して送信し、受信側で元の画素に復元する。連続画素数が64以上の場合はメイクアップ符号とターミネイティング符号を組み合わせて使用する。出現頻度の高いランレングスから順番に短いコードに変換して、画像データを符号化することにより、送信データを短く（圧縮）することができ、送信時間を短縮することができる。FAXでは従来の6分の1になりA4原稿を約1分で電送できる。コードは通常のハフマン符号のように動的に作成するのではなく、あらかじめ固定的に作られている。
MH 方式などに対応し二値画像データの圧縮／伸長を行う専用チップとして、μPD72186がある。

## 歴史
1980年CCITTにおいて、G3規格の中でMH (Modified Hoffman) 符号化方式としてランレングスに対するコードが標準化され、「1次元符号化方式」として制定された。